# Drogden
Le Drogden est le nom du chenal à travers l’Øresund, situé du côté danois du détroit, à l’ouest de Saltholm et de l’île artificielle de Peberholm et à l’est de la pointe sud d’Amager, à 12 km au sud-est de Copenhague. Il est également connu sous le nom de Drogden-Sund, Drogden-Enge, Drogdenschwelle ou Drogden-Rinne.
Le nom Drogden a une vieille origine néerlandaise et fait référence à la faible profondeur. De larges bancs de sable s’étendent à la fois d’Amager et de Saltholm, ainsi que des hauts-fonds qui limitent la profondeur. La profondeur maximale de passage des navires est de 8 mètres. Cependant, le Drogden fait l’objet d’un trafic intense : environ 30 000 navires passent chaque année dans le chenal.
Au nord, le détroit de Drogden se jette dans le chenal de Svælget, au sud dans le chenal de Middelgrunden et le parc éolien de Middelgrunden (Middelgrundens Vindmøllepark), qui divise le courant entre Hollænderdybet (le gouffre du Hollandais) en direction du nord-est et Kongedybet (le gouffre du Roi), qui contourne la rive à l’ouest. 
Le détroit de Drogden est traversé par un tunnel, le tunnel Drogden, qui est la liaison routière et ferroviaire entre le Danemark et la Suède. Le point le plus bas du tunnel se trouve juste là. Le trafic du tunnel se poursuit sur Peberholm avec le pont de l'Øresund (un pont suspendu) sur l’Öresund. Dans la partie orientale du Drogden, au sud de Saltholm, l’île artificielle de Peberholm a été créée en 1995 pour être utilisée dans la liaison de l’Øresund (en danois : Øresundsforbindelsen) entre Amager et la Scanie. L’île devait assurer une connexion entre le tunnel sous le Drogden à l’ouest et le haut pont à l’est. Lors de la planification de la liaison de l’Øresund, la combinaison d’un tunnel et d’un pont insulaire a été choisie pour continuer à permettre aux navires aux hautes superstructures de traverser l’Øresund. Au lieu de passer sous le pont de l’Öresund, ces navires naviguent à travers le détroit de Drogden, long de neuf kilomètres, qui a été dragué à une profondeur de huit mètres. Pour des raisons de sécurité, le contrôle du trafic aérien de l’aéroport de Copenhague-Kastrup voisin ferme les pistes lorsque des navires d’une hauteur de plus de 30 mètres sont annoncés dans le détroit de Drogden, car la trajectoire d’approche des avions est très basse au-dessus des eaux du détroit. Un bon exemple de la planification prospective de l’autorité maritime danoise a été le transfert du A, avec ses trois mâts de près de 100 mètres de haut, de la mer Baltique au début du mois de février 2017 à travers le Drogden comme seule route restante.
En tant qu’aides à la navigation, il y a deux balises dans le Drogden. À l’est de la pointe sud d’Amager se trouve le phare de Drogden, construit entre 1935 et 1937. À l’extrémité nord du chenal se trouve le phare de Nordre Røse.